# Друга економска школа Београд
Друга економска школа је средња економска школа у Београду и налази се на самој граници општина Вождовац и Врачар.

## Историја
Основана је 25. маја 1939. године на основу Одлуке Министарства трговине и индустрије Краљевине Југославије, под називом Друга трговачка академија. Школа је почела са радом у старој згради Прве трговачке школе, школске 1939/40. године. Од школске 1947/48, удовољавајући послератним потребама за економским стручњацима, школа привремено постаје трогодишња и добија назив Државни економски техникум. Од 1951/52. настављено је четворогодишње школовање, да би се 1957. школа преселила у Улицу господара Вучића 50, где се и данас налази. У периоду од 1961. до 2005. године, отварани су нови смерови од којих су најзначајнији били књиговодствени и комерцијални, затим туристички, финансијски и царински, а од школске 2003/04. уписана је прва генерација ученика у огледно одељење пословни администратор, а од 2004/05. и финансијски администратор. Данас, постоје два образовна профила:
1. економски техничар и
2. финансијски администратор.[1]

## Сарадња Друге економске школе са другим установама
Друга економска школа има дугогодишњу успешну сарадњу са Заједницом економских школа још од њеног оснивања 1981. године. Колектив и ученици Школе деценијама сарађују и са Црвеним крстом, учествујући у разним акцијама, као и са Заводом за трансфузију крви. Школа је сарађивала са многим предузећима као што су Беобанка, Србијатекс, Центропром, Робним кућама Београд, високошколским установама - Економским факултетом, Београдском пословним школом, БК универзитетом, Мегатренд универзитетом, Универзитетом Сингидунум, здравственим и социјалним установама - ЈАЗАС, Дом здравља Вождовац, локалном самоуправом, многим хуманитарним и другим организацијама.

## Познати ученици
- Биљана Поповић-Ивковић — новинарка
- Гордана Лазаревић — естрадна уметница
- Дејан Јовељић — фудбалер
- Дејан Недић — међународни фудбалски судија, дипломирани економиста и директор школе од 2007. године
- Драган Николић — глумац
- Марија Атанасковић — новинарка
- Милан Чучиловић — глумац
- Ратко Петровић — песник, музичар

- Драган Николић
- Дејан Недић

## Библиотека Друге економске школе
Библиотека данас има преко 14000 књига, смештених по УДК систему.

## Школски лист СТАВ
Школски лист Став, чији је слоган Изгради свој став, наставља традицију некадашњег школског листа Ђачко перо.

## Директори школе
| Име                | Година        |
| ------------------ | ------------- |
| Никола Петровић    | 1940.         |
| Ђорђе Пејић        | 1946/47.      |
| Милорад Благојевић | 1947/48.      |
| Недица Тодочић     | 1948-1949/50. |
| Љубица Шулејковски | 1950-1952/53. |
| Исидор Израел      | 1952-1961/62. |
| Десанка Рашовић    | 1961-1963/64. |
| Душан Шимић        | 1963-1964/65. |
| Илија Поповић      | 1964-1965/66. |
| Бранкица Комненић  | 1965-1966/67. |
| Душанка Поповић    | 1966-1969/70. |
| Иван Николић       | 1970-1973/74. |
| Вера Кисић         | 1974-1989/90. |
| Војислав Сарић     | 1990-2000/01. |
| Борисав Писић      | 2001-2006/07. |
| Дејан Недић        | Од 2007.      |

## Занимљивости
Химну Друге економске школе написао је директор Дејан Недић, 2008. године.